# Alice (rete televisiva)
Alice (acronimo di Alma Italian Content & Entertainment) era un canale televisivo dedicato interamente alla cucina, appartenente al gruppo Alma Media, oggi confluito assieme a Marcopolo nella nuova emittente Alma TV.
Lo speaker del canale era Daniela Abbruzzese.

## Storia
Il canale viene lanciato nell'autunno 1999 all'interno della piattaforma TELE+ Digitale. Dal 31 luglio 2003 fino al 31 dicembre 2013 è stato visibile sulla piattaforma Sky Italia al canale 416. Nel 2013, Sky Italia decide di non trasmettere più nella propria piattaforma i canali dell'allora gruppo LT Multimedia, l'editore dello stesso lancia una campagna pubblicitaria dal titolo Che fai mi cacci?, spot promosso per criticare l'esclusione attuata dalla piattaforma satellitare di Rupert Murdoch.
Dal 7 aprile 2014 il canale manda in onda la prima trasmissione in diretta della sua storia, Buongiorno Alice.
Dal 1º gennaio 2014 viene trasmesso in chiaro, sostituendo sia sul digitale terrestre sia su Tivùsat il canale Arturo, che ha così cessato le sue trasmissioni. Ciò è avvenuto dopo la decisione di Sky Italia di non rinnovare la presenza sulla propria piattaforma dei canali Alice, Leonardo, Marcopolo e Nuvolari (dunque di conseguenza LT Multimedia dichiara di avere rivisto le proprie strategie e il posizionamento televisivo dei propri canali). Alice è inoltre presente in streaming sulla piattaforma a pagamento Italia Smart.
Il 13 marzo 2015 Alice, insieme a Leonardo, Marcopolo e Nuvolari abbandonano la piattaforma Tivùsat e rimangono in chiaro esclusivamente sul digitale terrestre.
Dal 1º settembre 2015 a seguito della riorganizzazione dei canali LT Multimedia è stata aggiunta una copia del canale alla posizione 224 precedentemente occupata da Alice Kochen (versione in tedesco per il pubblico della Germania).
Il 16 dicembre 2015, in seguito al fallimento della società LT Multimedia, Alice, Marcopolo, Leonardo e Nuvolari passano ad Alma Media. Giampaolo Trombetti subentra alla Direzione del Canale fino a settembre 2017. Il canale raggiunge in pochi mesi l’1% di share in alcune fasce orarie.
Dal 1º aprile 2016 è visibile solo sul canale 221. Il 29 luglio dello stesso anno è stata aggiunta una copia al canale 223 identificata come Alice Cucina (diversa dal canale che esisteva in precedenza), poi sostituita a partire dal 1º febbraio 2017 da Case Design Stili, emittente sorta dalle ceneri di Leonardo, che ha iniziato ufficialmente le trasmissioni il 13 febbraio dello stesso anno.
Dal 7 aprile 2017 Alice torna sul satellite in chiaro; dal 20 aprile è memorizzata nella lista canali Tivùsat alla numerazione 51 e il 28 aprile 2017 torna ad essere visibile anche su Sky al canale 809. A fine novembre 2018 Alice cambia frequenza satellitare, conservando le sue numerazioni. A fine settembre Mattia Poggi diventa direttore del canale.
Il 20 marzo 2019 ad Alice viene tolta la numerazione automatica su Tivùsat, mentre mantiene la posizione nella lista Sky; in seguito dal 9 giugno al 10 luglio il canale satellitare ha mandato in onda cartelli in cui si invita a seguire l'emittente sul digitale terrestre. Dal 25 luglio un nuovo cartello in onda, assieme alle informazioni sul sito ufficiale, comunica che a partire dal 1º agosto Alice resterà visibile solo sul digitale terrestre all'LCN 221 e su Sky alla posizione 5221 (nella fascia di numerazione oltre il 5000 dedicata alla ripetizione dei segnali terrestri).
Il 7 gennaio 2020 il canale sospende momentaneamente le trasmissioni e viene eliminato dal mux TIMB 2. Il giorno successivo il canale torna disponibile nel mux Alpha.
Dal 6 aprile 2020 il canale è trasmesso dalle 21:00 alle 10:00, in alternanza con Marcopolo, su Canale 65. Dal 1º maggio 2020 il canale si fonde con Marcopolo dando vita ad un unico canale sull'LCN 65 denominato Alma TV - Alice & Marcopolo, tornando nel mux TIMB 2. Il 20 luglio 2020 cambia nome in Alma TV.

## Ascolti di Alice
Con la messa in onda in chiaro del canale, a partite dal 1º gennaio 2014, lo stesso ha riscontrato un forte aumento di telespettatori. In particolare il primo mese di chiaro per Alice ha registrato oltre 800.000 contatti, picchi al di sopra dei 100.000 ascoltatori e un ascolto medio di 30.000 telespettatori.

### Share 24h di Alice
Dati Auditel relativi al giorno medio mensile sul target individui 4+.
|      | Gen   | Feb   | Mar   | Apr   | Mag   | Giu   | Lug   | Ago   | Set   | Ott   | Nov   | Dic   | Media anno |
| ---- | ----- | ----- | ----- | ----- | ----- | ----- | ----- | ----- | ----- | ----- | ----- | ----- | ---------- |
| 2014 | 0,16% | 0,17% | 0,16% | 0,19% | 0,17% | 0,16% | 0,18% | 0,21% | 0,16% | 0,17% | 0,18% | 0,15% | 0,17%      |
| 2015 | 0,17% | 0,20% | 0,22% | 0,20% | 0,19% | 0,20% | 0,16% | 0,17% | 0,14% | 0,16% | 0,13% | 0,16% | 0,18%      |
| 2016 | 0,15% | 0,12% | 0,13% | 0,14% | 0,15% | 0,14% | 0,13% | 0,14% | 0,15% | 0,16% | 0,17% | 0,18% | 0,15%      |
| 2017 | 0,12% | 0,13% | 0,16% | 0,18% | 0,18% | 0,18% | 0,20% | 0,20% | 0,25% | 0,21% | 0,14% | 0,15% | 0,15%      |
| 2018 | 0,15% | 0,13% | 0,11% | 0,11% | 0,12% | 0,13% | 0,13% | 0,14% | 0,13% | 0,13% | 0,15% | 0,14% | 0,13%      |
| 2019 | 0,13% | 0,12% | 0,12% | 0,12% | 0,11% | 0,11% | 0,11% | 0,09% | 0,08% | 0,07% | 0,07% | 0,08% | 0,10%      |
| 2020 | 0,02% | 0,01% | 0,01% | -     | -     | -     | -     | -     | -     | -     | -     | -     |            |

## Palinsesto
Il palinsesto della rete è incentrato sulla cucina italiana attraverso programmi autoprodotti. 

### Programmi televisivi
- 365 - Una ricetta al giorno
- Accademia Montersino
- Alice Club
- Bischeri e bischerate
- Casa Alice
- Codice Rugiati
- Cucina e nobiltà
- Cuochi e dintorni
- I classici della cucina italiana
- Il boss delle pizze
- Il club delle cuoche
- In punta di coltello
- La salute vien mangiando
- Il mondo di Csaba
- La vespa Teresa
- Le mani in pasta
- Masseria Sciarra
- Non è mai troppo presto
- Pasta, Love e Fantasia
- Pronto in tavola
- Risi e bisi
- Vista mare

### Programmi televisivi precedentemente in onda
- Alice Master Pizza
- Amici miei...Bischeri
- Benvenuti al nord - La nosa cusina
- Carnevale che passione
- Casa Alice presenta la cucina di base
- Cinquanta sfumature di cioccolato
- Conserve di casa
- Dolce e Salato
- Fritto e contento
- Gourmet
- I grandi Maestri della cucina italiana
- I menù di Gianluca
- Il mondo di Csaba
- Il piatto è servito
- Indovina chi viene a cena
- L'isola del gusto
- Mare nostrum
- Nonna & Io
- Pan per focaccia
- Peccati di gola
- Piacere pizza
- Romagna mia
- Strascinati innamorati

## Principali volti del canale
- Mario Bacherini
- Francesca Barberini
- Monica Bianchessi
- Beppe Bigazzi
- Fabio Campoli
- Norma Cariolato
- Marilda Donà
- Rosanna Lambertucci
- Cristina Lunardini
- Luisanna Messeri
- Luca Montersino
- Fabrizio Nonis
- Cristiano Nosari
- Gianluca Nosari
- Armando Palmieri
- Sara Papa
- Santo Pennisi
- Mattia Poggi
- Luigi Pomata
- Carolina Rey
- Franca Rizzi
- Stefano Sangion
- Lucia Sardo
- Marco Valletta
- Rosaria Sica
- Emanuela Tittocchia
- Giampaolo Trombetti

## Riconoscimenti e premi
Il canale ha ricevuto alcuni premi, tra cui 5 nomination agli Hotbird Awards, il premio internazionale della tv satellitare, con 2 vittorie, nel 2000 e nel 2008, come migliore canale nella categoria lifestyle.